# Аббасов, Инглаб Лятиф оглы
Инглаб Лятиф оглы Аббасов — советский хозяйственный, государственный и политический деятель.

## Биография
Родился в 1929 году в Азербайджанской ССР. Член КПСС с 1952 года.
С 1953 года — на хозяйственной, общественной и политической работе. В 1953—1980 гг. — коллектор конторы бурения артезианских скважин, инструктор политотдела строительной организации, слушатель ВПШ, лектор, заведующий отделом Сумгаитского горкома партии, секретарь партбюро
суперфосфатного завода, инспектор отдела организационно-партийной работы ЦК КП Азербайджана, первый секретарь Казахского РК КП
Азербайджана.
Избирался депутатом Верховного Совета Азербайджанской ССР 9-го созыва.
Жил в Азербайджане.